# Neoclitocybe byssiseda
Neoclitocybe byssiseda är en svampart som först beskrevs av Giacopo Bresàdola, och fick sitt nu gällande namn av Rolf Singer 1962. Neoclitocybe byssiseda ingår i släktet Neoclitocybe och familjen Tricholomataceae.   Inga underarter finns listade i Catalogue of Life.